# Julian Steward
Julian Haynes Steward (Washington D.C., 31 januari 1902 – Urbana, 6 februari 1972) was een Amerikaans antropoloog. Als leerling van Alfred L. Kroeber en Robert Lowie, op hun beurt studenten van Franz Boas, ontwikkelde Steward zich rond het midden van de 20e eeuw tot een van 's lands meest vooraanstaande antropologen. Hij ontwikkelde een theorie over de invloed van de leefomgeving op menselijke culturen, de culturele ecologie (cultural ecology), en een nieuwe, neo-evolutionistische visie op culturele verandering, multilineaire evolutie (multilineal evolution). Daarnaast bestudeerde Steward de sociale organisatie van landelijke gemeenschappen en deed hij etnografisch onderzoek bij de Shoshone-indianen en bij Zuid-Amerikaanse volkeren.
- Bibsys: 90107768
- Bibliothèque nationale de France: cb121643986 (data)
- CiNii: DA00744813
- Gemeinsame Normdatei: 122728106
- International Standard Name Identifier: 0000 0001 1025 2314
- Library of Congress Control Number: n91014723
- Nationale Bibliotheek van Letland: 000012339
- Bibliotheek van het Japanse parlement: 00457703
- Nationale Bibliotheek van Tsjechië: ola2003175045
- Nationale bibliotheek van Australië: 35725968
- Nationale Bibliotheek van Israël: 987007271266705171
- Nationale en Universitaire bibliotheek Zagreb: 000265261
- Nederlandse Thesaurus van Auteursnamen: 07328596X
- Réseau des bibliothèques de Suisse occidentale: 02-A003864506
- SNAC: w6t1554c
- Système universitaire de documentation: 030173302
- Trove: 1059844
- Virtual International Authority File: 39417132
- WorldCat: E39PBJqVXDTqFjDXhTrkhDTvHC